# Reprezentacja Laosu w rugby 7 kobiet
Reprezentacja Laosu w rugby 7 kobiet – zespół rugby 7, biorący udział w imieniu Laosu w meczach i sportowych imprezach międzynarodowych, powoływany przez selekcjonera, w którym mogą występować wyłącznie zawodniczki posiadające obywatelstwo tego kraju, mieszkające w nim, bądź kwalifikujące się ze względu na pochodzenie rodziców lub dziadków. Za jego funkcjonowanie odpowiedzialny jest Lao Rugby Federation, członek Asia Rugby i World Rugby.

## Turnieje

### Udział wigrzyskach azjatyckich
| Rok  | Wynik | Źródło |
| ---- | ----- | ------ |
| 2010 | –     |        |
| 2014 | 10.   |        |

### Udział wigrzyskach Azji Południowo-Wschodniej
| Rok  | Wynik | Źródło |
| ---- | ----- | ------ |
| 2007 | 3.    |        |
| 2015 | 5.    |        |